# Martinet batassia
Cypsiurus balasiensis
Espèce
Statut de conservation UICN

 LC  : Préoccupation mineure
Le Martinet batassia (Cypsiurus balasiensis) est une espèce d'oiseaux de la famille des Apodidae.

## Répartition
Son aire de répartition s'étend sur le Sri Lanka, l’Inde, le Népal, le Bhoutan, le Bangladesh, la Birmanie, la Chine, le Viêt Nam, le Cambodge, le Laos, la Thaïlande, la Malaisie, Singapour, le Brunei, l’Indonésie et les Philippines.

## Sous-espèces
D'après Alan P. Peterson, cette espèce est constituée des quatre sous-espèces suivantes :
- Cypsiurus balasiensis balasiensis (Gray, 1829) ;
- Cypsiurus balasiensis bartelsorum Brooke, 1972 ;
- Cypsiurus balasiensis infumatus (Sclater, 1866) ;
- Cypsiurus balasiensis pallidior (McGregor, 1905).